# Erithalis salmeoides
Erithalis salmeoides là một loài thực vật có hoa trong họ Thiến thảo. Loài này được Correll mô tả khoa học đầu tiên năm 1977.